# Cedric Robinson
Cedric Robinson, född 5 november 1940, död 5 juni 2016, var en afro-amerikansk politisk teoretiker och aktivist. Han verkade som professor vid University of California, Santa Barbara (UCSB), där han grundade och under lång tid ledde Center for Black Studies Research. Som forskare spände hans intresse över modern filosofi, statsvetenskap, politisk teori och studier av den afrikanska diasporan. Hans mest framträdande verk, Black Marxism: The Making of the Black Radical Tradition, utkom 1983. Där genomför Robinson bland annat en omfattande analys av rasismens och kapitalismens sammanflätade historia. Han undersöker också den så kallade svarta radikala traditionen, med särskilda närläsningar av de tre tänkarna W.E.B. Du Bois, CLR James och Richard Wright.
Robinsons teoretiska gärning har inspirerat en lång rad forskare inom kritisk amerikansk samhällsforskning i allmänhet och inom den tvärvetenskapliga disciplinen Black Studies i synnerhet, däribland Ruth Wilson Gilmore, Avery Gordon, Françoise Vergès, Erica Edwards, Robin D.G. Kelley, Christina Heatherton och Jordan T. Camp. Flera av dessa medverkar i hyllningsantologin The Futures of Black Radicalism, som utkom 2017, året efter Robinsons död.